# NGC 2296
NGC 2296 (również IC 452) – mgławica refleksyjna znajdująca się w gwiazdozbiorze Wielkiego Psa. Odkrył ją Lewis A. Swift 11 marca 1887 roku. Przez wiele lat klasyfikowana była jako galaktyka, otrzymała nawet swój numer w Katalogu Głównych Galaktyk (PGC). Dopiero badania m.in. zespołów D.P. Clemensa (rok 1988) i T. Takaty (1994) pozwoliły ustalić, że obiekt ten należy do naszej Galaktyki. Na północ od NGC 2296 znajduje się rejon pozornie niemal pozbawiony gwiazd – jest to tzw. ciemna mgławica; NGC 2296 prawdopodobnie należy do tego samego rozciągniętego obłoku, z tym że jest podświetlona przez znajdującą się za nią jasną gwiazdę.